# Ernest Blachère
Pour les articles homonymes, voir Blachère.
Ernest Blachère, né le 2 mai 1837 à Largentière (Ardèche) et mort le 11 mars 1904 à Paris, est un homme politique français.

## Biographie
Petit-fils de François-Clément Privat de Garilhe, gendre d'Adrien Tailhand, Bernard Henri Ernest Blachère entre à l'école militaire de Saint-Cyr et quitte l'armée en 1859, pour s'occuper d'archéologie à l'École des hautes études. En 1871, il est conseiller général et maire de Largentière de 1871 à 1877. Il est député de l'Ardèche de 1876 à 1881, de 1885 à 1886 et de 1889 à 1893, siégeant au groupe bonapartiste de l'Appel au Peuple.

## Sources
- « Ernest Blachère », dans Adolphe Robert et Gaston Cougny, Dictionnaire des parlementaires français, Edgar Bourloton, 1889-1891 [détail de l’édition]
- « Ernest Blachère », dans le Dictionnaire des parlementaires français (1889-1940), sous la direction de Jean Jolly, PUF, 1960 [détail de l’édition]